# Исполнительный лист
Исполнительный лист — вид исполнительного документа. Выдается на основании решений, приговоров и иных судебных актов, подлежащих исполнению. В исполнительном листе приводится резолютивная часть решения, указывается наименование и адрес суда, его выдавшего, номер дела, по которому выдан лист, дата вынесения решения и дата его вступления в законную силу (или указание на немедленное исполнение), дата выдачи самого листа, сведения о должнике и взыскателе (для граждан — фамилия, имя, отчество, место жительства или место пребывания, для должника также — год и место рождения, место работы (если оно известно); для организаций — наименование и юридический адрес).
По каждому решению обычно выдается один исполнительный лист. Если исполнение производится в различных местах, суд может выдать несколько исполнительных листов. Взыскатель, пропустивший срок предъявления исполнительного листа к исполнению, вправе обратиться с заявлением о восстановлении пропущенного срока в суд. Документ действителен  к  исполнению 3 года, но есть особые случаи, определенные законодательством, когда срок действия приостанавливается и вновь  может быть продолжен.
Постановлением Правительства РФ от 31.07.2008 г. № 579 утверждены единые формы бланков исполнительных листов (отдельно — для Верховного и Высшего Арбитражного Судов РФ, отдельно — для иных федеральных арбитражных судов и судов общей юрисдикции). Новые бланки вводятся в действие с февраля 2009 г., должны быть изготовлены на специальной бумаге с водяными знаками, а также с иными видами защиты согласно критериям отнесения товаров к категории защищённой от подделок полиграфической продукции, снабжены изображением Государственного герба РФ и указанием на номер и серию. При этом ранее выданные исполнительные листы сохраняют свою юридическую силу и обмену на новые не подлежат.
Если решение суда принято в пользу нескольких  истцов или против нескольких ответчиков,  суд по просьбе взыскателя должен выдать несколько исполнительных листов.